# Сафин, Шазам Сергеевич
Шаза́м (Са́фович) Са́фин (7 апреля 1932, село Кочки-Пожарки, Татарский район, Горьковский край, СССР — 23 марта 1985, Москва, СССР) — советский борец классического стиля, олимпийский чемпион, заслуженный мастер спорта СССР (1952).
Является одним из первых советских борцов, выигравших олимпийское золото в составе СССР.

## Биография
Шазам Сафин родился в 1932 году в татарском селе Кочки-Пожарки (ныне в Сергачском районе Нижегородской области). С детства увлекался национальной татарской борьбой на поясах кураш. Его родители Зарипов Сафа и Фахретдинова Рахиля жили в Москве с 1928 года, на время родов они приехали в деревню к родителям мужа, а после рождения вновь вернулись в Москву. Фамилия Сафин была дана по имени отца, как было принято тогда в татарских деревнях. В 1947 году начал заниматься классической борьбой у тренера А. А. Гордиенко.
В 1950 году выиграл первенство СССР среди юношей в Ленинграде, в 1951 году занял третье место на чемпионате СССР в Одессе. В олимпийскую сборную был включён будучи практически никому неизвестным, имея всего лишь только что полученный 1-й взрослый разряд.
На Летних Олимпийских играх 1952 года в Хельсинки боролся в весовой категории до 67 килограммов (лёгкий вес). В предварительных схватках выиграл:
- в первом круге по решению судей со счётом 3-0 у Райфа Акбулюта (Турция);
- во втором круге на 13-й минуте тушировал Оге Эриксена (Норвегия);
- в третьем круге на 9-й минуте тушировал Джека Рассмуссена (Дания);
- в четвёртом круге по решению судей со счётом 3-0 у Димитру Кука (Румыния);

По тогда существующим правилам трое борцов, набравших наименьшее количество штрафных баллов в предварительных схватках выходили в финал, где разыгрывали награды между собой.
- В схватке с Микулашем Атанасовым (Чехословакия) тушировал его на 3-й минуте
- В последней схватке Шазаму Сафину предстояло бороться с Густавом Фреем, опытнейшим титулованным (чемпион Олимпийских игр 1948 года, серебряный призёр чемпионата мира 1950 года) спортсменом, обладателем таких прозвищ, как «железный Густав», «великий викинг», «хитрый лис»[2].

Применяя скручивание с захватом за шею, уже ко второй минуте схватки Сафин дважды проводит удачные действия, сбивая Фрея в партер. Когда сам Сафин стоял в партере, проигрывавший Фрей пытался применить запрещённый приём в виде выворачивания пальцев руки, но Сафин выдержал, и в конце схватки провёл ещё один оцененный приём, таким образом выиграв схватку, а вместе с ней и Олимпийские игры.
По результатам Олимпийских игр, Шазаму Сафину было присвоено звание заслуженного мастера спорта СССР.
По словам заслуженного тренера РФ, ветерана спортивной борьбы, Б. А. Сейфуллина:
«Боролся Шазам раскованно, уверенно, красиво. Это был спортивный подвиг и триумф молодого спортсмена».
Также Шазам Сафин является бронзовым призёром лично-командного первенства СССР 1952 года в Ереване и чемпионата мира 1953 года в Неаполе; победителем первенств, проводимых на Всемирных фестивалях молодёжи и студентов (1951, 1953, 1955, 1957).
По словам Романова Н. Н., председателя Комитета по делам физической культуры и спорта при Совете Министров СССР, главы олимпийской делегации 1952 года, после Олимпиады 1952 года серьёзная карьера многообещающего молодого борца покатилась вниз, поскольку он не выдержал бесчисленных приглашений на банкеты, встречи и тому подобное. «Попросту — он начал пить» — утверждает Н. Н. Романов
Окончил Московский техникум физической культуры в 1953 году, выступал в 1950—1952 годах за команду Вооружённых Сил (Москва), в 1956—1960 за команду Вооружённых Сил Московской области, в 1956—1957 за ДСО «Строитель», в 1960 за ДСО «Трудовые резервы» (Московская область).
Скоропостижно скончался в 1985 году. Похоронен на Даниловском мусульманском кладбище в Москве.
Памяти Шазама Сафина проводятся:
- Всероссийский юношеский турнир по греко-римской борьбе
- Традиционный международный турнир по татаро-башкирской борьбе «Кураш»[5]